# Wolfram Löwe
Wolfram Löwe (Markranstädt, 14 maggio 1945) è un ex calciatore tedesco orientale, dal 1990 tedesco, di ruolo centrocampista.

## Carriera

### Club
Cresciuto nelle giovanili del Motor Markranstädt, nel 1963 approdò alla Lokomotive Lipsia, fino a quell'anno nota come SC Rotation Lipsia. Con la squadra sassone giocò fino al 1980 321 partite in DDR-Oberliga impreziosite da 87 reti e vinse una FDGB Pokal e una Coppa Piano Rappan.

### Nazionale
Con la Germania Est giocò 43 partite (di cui tre ai Giochi olimpici) e andò a segno in dodici occasioni. Partecipò al campionato del mondo 1974 e alle olimpiadi di Montréal 1976.
Abbastanza curiosa la sua partecipazione al Mondiale 1974. Parte titolare contro l'Australia ma viene sostituito dopo meno di un'ora dal giovane Martin Hoffmann, salta gli incontri con il Cile e il "derby" con la Germania Ovest; nel girone di semifinale il c.t. Georg Buschner lo usa a "singhiozzo" contro il Brasile, entra al 64' al posto di Reinhard Lauck, l'Paesi Bassi, titolare, esce al 54' per lasciare il posto a Peter Ducke, e l'Argentina, esce al 66' per fare spazio a Eberhard Vogel.
Ormai trentunenne viene ancora selezionato da Buschner per i Giochi Olimpici del 1976 in Canada. Gioca da titolare tutte e cinque le partite (sia pure non complete), compresa la finale per la medaglia d'oro dove viene sostituito negli ultimi venti minuti dal difensore Groebner. Al suo attivo anche una rete, quella iniziale nel quarto di finale contro la Francia ad Ottawa.

## Palmarès

### Club
- FDGB Pokal: 1

1976
- Coppa Piano Rappan: 1

1966

### Nazionale
- Oro olimpico: 1

Montréal 1976